# Casilda
Casilda é um município localizado na província de Santa Fé, Argentina. É a capital do departamento de Caseros. A cidade encontra-se às margens da Ruta Nacional 33, estando a 56 km de Rosário e a 208 km de Santa Fé. 

## História

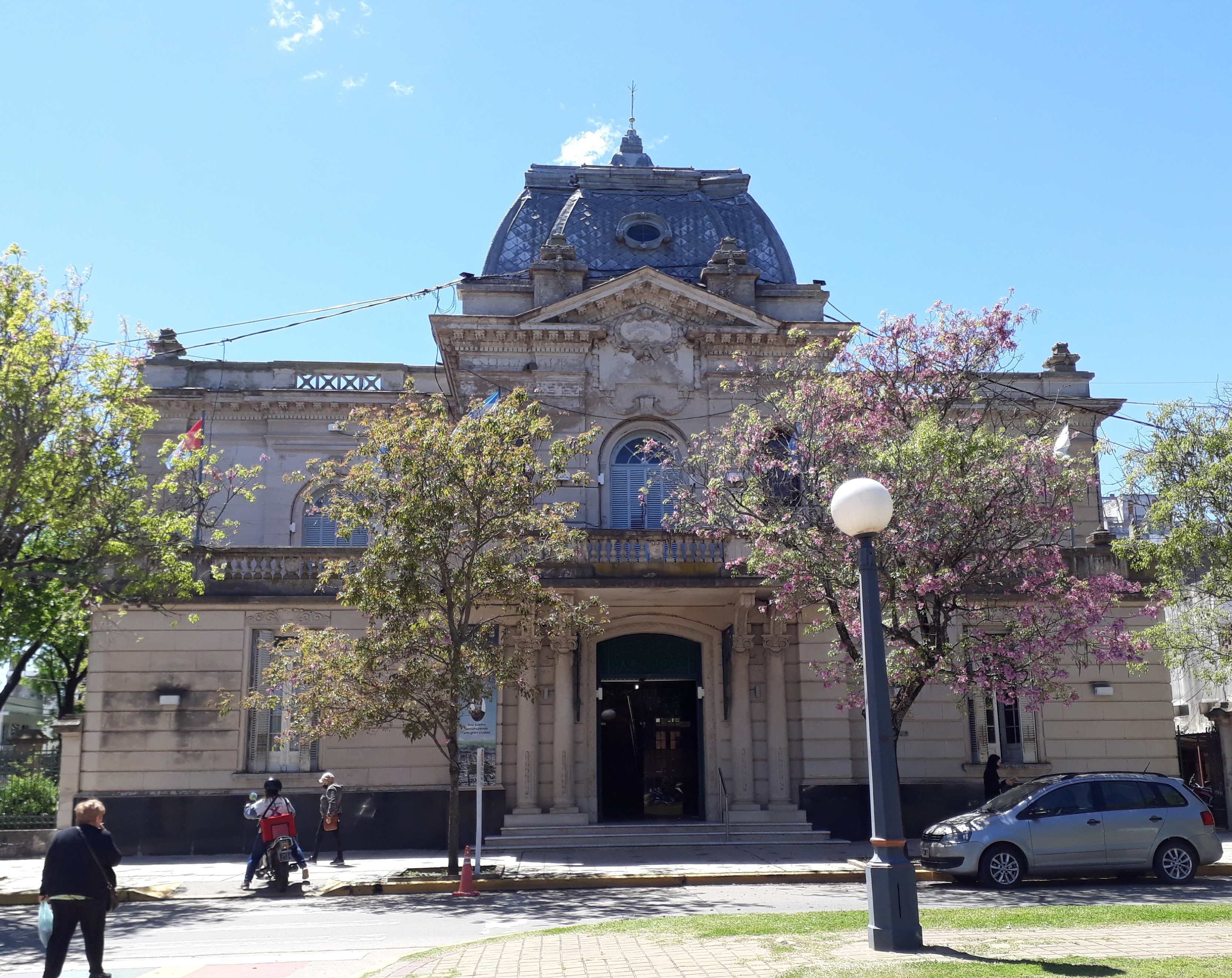
Paço Municipal de Casilda

No ano de 1870, o espanhol Carlos Casado del Alisal (empresário da colonização) fundou a Colonia Candelaria, em terras adquiridas na fazenda Los Desmochados. Casilda nasceu da iniciativa privada, com a contribuição do comércio exterior para o marco de um mapeamento urbano. A dinâmica do comércio de grãos ocorreu a partir de 1878, quando desta localidade veio o primeiro carregamento argentino de trigo para o mercado europeu.
O crescimento de Casilda começou a partir de sua expansão agrícola, sendo este apoiado pela proximidade do porto, a imigração, o esforço local e a instalação da Estrada de Ferro Santa Fé (em espanhol: Ferrocarril Oeste Santafesino) em 1883. Devido ao comércio, a atividade de moagem e armazenamento de grãos tornaram esta cidade um centro do intercâmbio regional abastecendo as áreas rurais adjacentes, resultando no aumento da população e, portanto, da construção de casas.
Os vizinhos desta localidade foram organizados em comissões de promoção, para regular o desenvolvimento da região e o seu desenho urbano, com a realização de obras rodoviárias, de iluminação, de reflorestamento e de canalização. A partir de 1886, eles também controlavam o matadouro, os mercados, a construção de prédios escolares e supervisionavam a educação. Esses fatos ajudaram Villa Casilda, fazendo-a alcançar o posto de cidade em 29 de setembro de 1907.
Casilda é uma cidade conhecida por seu movimento popular de nome El Casildazo, que já ocorreu em duas oportunidades. Na primeira, em 8 de março de 1971, originou-se quando um grupo de pessoas exigiram obras urgentes no Canal Candelaria (visando evitar as constantes inundações). Este movimento eclodiu novamente m 15 de janeiro de 2002, sendo desta vez uma resposta da população local contra as políticas econômicas que o governo da Argentina estava promovendo na época.

## Geografia

### População
Segundo o Instituto Nacional de Estatística e Censos da Argentina (em espanhol: Instituto Nacional de Estadística y Censos de Argentina),  INDEC, Casilda teve um aumento populacional de 9% entre os anos de 2001 e 2010, passando de 32 002 para 35 058 habitantes.

### Autoridades
O intendente atual da cidade (para o mandato de 2018 a 2002) é Roger Elena, da Frente Cívica e Social Progressista (em espanhol: Frente Progresista Cívico y Social). Ele venceu as eleições municipais, após vinte e oito anos de governos justicialistas.
O Conselho Municipal de Casilda é composto por sete conselheiros. Sua operação ocorre no primeiro andar do Palácio Municipal.

## Sociedade

### Pontos turísticos
Em Casilda, os seguintes locais possuem grande importância turística:
- Barrio Nueva Roma
- Casa de Roger Elena
- Colonia Candelaria
- Colonia Desmochado Afuera
- Colonia Las Flores
- Museo y Archivo Histórico Municipal "Don Santos Tosticarelli"
- Museo "Los Desmochados"
- Río Carcarañá

### Instituições
Casilda possui diversos locais de caráter educacional e profissional.
- Teatro Dante.
- Complexo Educativo Cultural Municipal Roger Elena.
- Faculdade de Ciências Veterinárias da Universidade Nacional de Rosário.

- O INTA (em espanhol: Instituto Nacional de Tecnología Agropecuaria).
- Escola Agrotécnica Libertador General San Martín.
- Instituto Superior de Formação Docente n.º 1 Manuel Leiva.
- JCI (em espanhol: Cámara Júnior Internacional).
- CEA (em espanhol: Centro de Educación Agropecuaria).
- Club de Leones de Casilda - Casado 2261 - Casilda.

### Centros culturais
A cidade possui vários pontos de acesso à cultura, sendo ela local, regional ou nacional.
- Teatro Dante.
- Complexo Educativo Municipal Benito Quinquela Martín.
- Banda musical César Mastroiacovo.
- MUC (Músicos Unidos Casildenses).

### Casildenses destacados
Esta é a cidade natal de várias personalidades argentinas, dentre as quais podem ser citadas:
- Franco Armani (n. 1986), futebolista
- Javier Bulfoni (n. 1976), basquetebolista
- Victoria Colosio (1927-2016), bailarina de tango e coreógrafa
- Federico Grabich (n. 1990), nadador
- Agustín Magaldi (1898-1938), cantor e compositor de tango
- Horacio Pagani (n. 1955), engenheiro e empresário
- Jorge Sampaoli (n. 1960), técnico de futebol
- Marcelo Trobbiani (n. 1955), futebolista
- Emanuel Villa (n. 1982), futebolista